# مگان برک
مگان برک (انگلیسی: Meghann Burke؛ زادهٔ ۱۱ اکتبر ۱۹۸۰) بازیکن فوتبال اهل ایالات متحده آمریکا است.
از باشگاه‌هایی که در آن بازی کرده‌است می‌توان به اسکای بلو اف‌سی و شیکاگو رد استارز اشاره کرد.